# Desperta
Desperta (estilizada em letras maiúsculas) é o primeiro extended play (EP) do cantor e drag queen brasileiro Grag Queen. O EP audiovisual foi lançado em 11 de novembro de 2021, através do selo SB Music da gravadora Sony. É principalmente um álbum de pop com todas as faixas escritas por Grag Queen e produzido por BeatWill.
Quatro singles foram lançados para promover o EP: "Vamo Acordar", "Estilo Ana Maria", "Din Dirin Din" e "Levanta Minha Filha".

## Divulgação

### Singles
- "Levanta Minha Filha" foi lançada como primeiro single do EP em 11 de novembro de 2021.
- "Din Dirin Din" foi lançada como segundo single do EP em 16 de novembro de 2021.
- "Estilo Ana Maria" foi lançada como terceiro single do EP em 18 de novembro de 2021.
- "Vamo Acordar" foi lançada como quarto single do EP em 23 de novembro de 2021.

## Lista de faixas
| Desperta – Edição padrão |                       |                |                |         |  |
| N.º                      | Título                | Compositor(es) | Produtor(es)   | Duração |  |
| 1.                       | "Simbora"             | Grégory Mohd   | BeatWill       | 0:44    |  |
| 2.                       | "Vamo Acordar"        | Mohd           | BeatWill       | 1:57    |  |
| 3.                       | "Estilo Ana Maria"    | Mohd           | BeatWill       | 2:25    |  |
| 4.                       | "Din Dirin Din"       | Mohd           | BeatWill       | 1:57    |  |
| 5.                       | "Levanta Minha Filha" | Mohd           | BeatWill       | 2:05    |  |
| Duração total:           | Duração total:        | Duração total: | Duração total: | 09:10   |  |